# Enrique Salas (futbolista)
Enrique Salas fue un futbolista peruano. Jugaba de centrocampista en el Club Atlético Chalaco de la Primera División del Perú, con el que logró el título del Campeonato Peruano de Fútbol de 1930.

## Selección nacional
Fue internacional con la Selección de fútbol del Perú en el Campeonato Sudamericano 1929 donde jugó dos partidos. Hizo su debut el 11 de noviembre ante Uruguay. También formó parte del plantel peruano en el Campeonato Sudamericano 1935.

### Participaciones en Copa América
| Copa América      | Sede      | Resultado |
| ----------------- | --------- | --------- |
| Sudamericano 1929 | Argentina | Cuarto    |
| Sudamericano 1935 | Perú      | Tercero   |

## Clubes
| Club                | País | Año         |
| ------------------- | ---- | ----------- |
| Alberto Secada      | Perú | 1926        |
| Alianza Callao      | Perú | 1927        |
| Atlético Chalaco    | Perú | 1928 - 1932 |
| Alianza Frigorífico | Perú | 1933        |
| Atlético Chalaco    | Perú | 1934 - 1937 |

## Palmarés

### Títulos nacionales
| Título           | Club             | País | Temporada |
| ---------------- | ---------------- | ---- | --------- |
| Primera División | Atlético Chalaco | Perú | 1930      |